# Кірхберг (Верхня Баварія)
Кірхберг (нім. Kirchberg) — громада в Німеччині, розташована в землі Баварія. Підпорядковується адміністративному округу Верхня Баварія. Входить до складу району Ердінг. Складова частина об'єднання громад Штайнкірхен.
Площа — 17,09 км2. Населення становить 1092 ос. (станом на 31 грудня 2020).

## Галерея

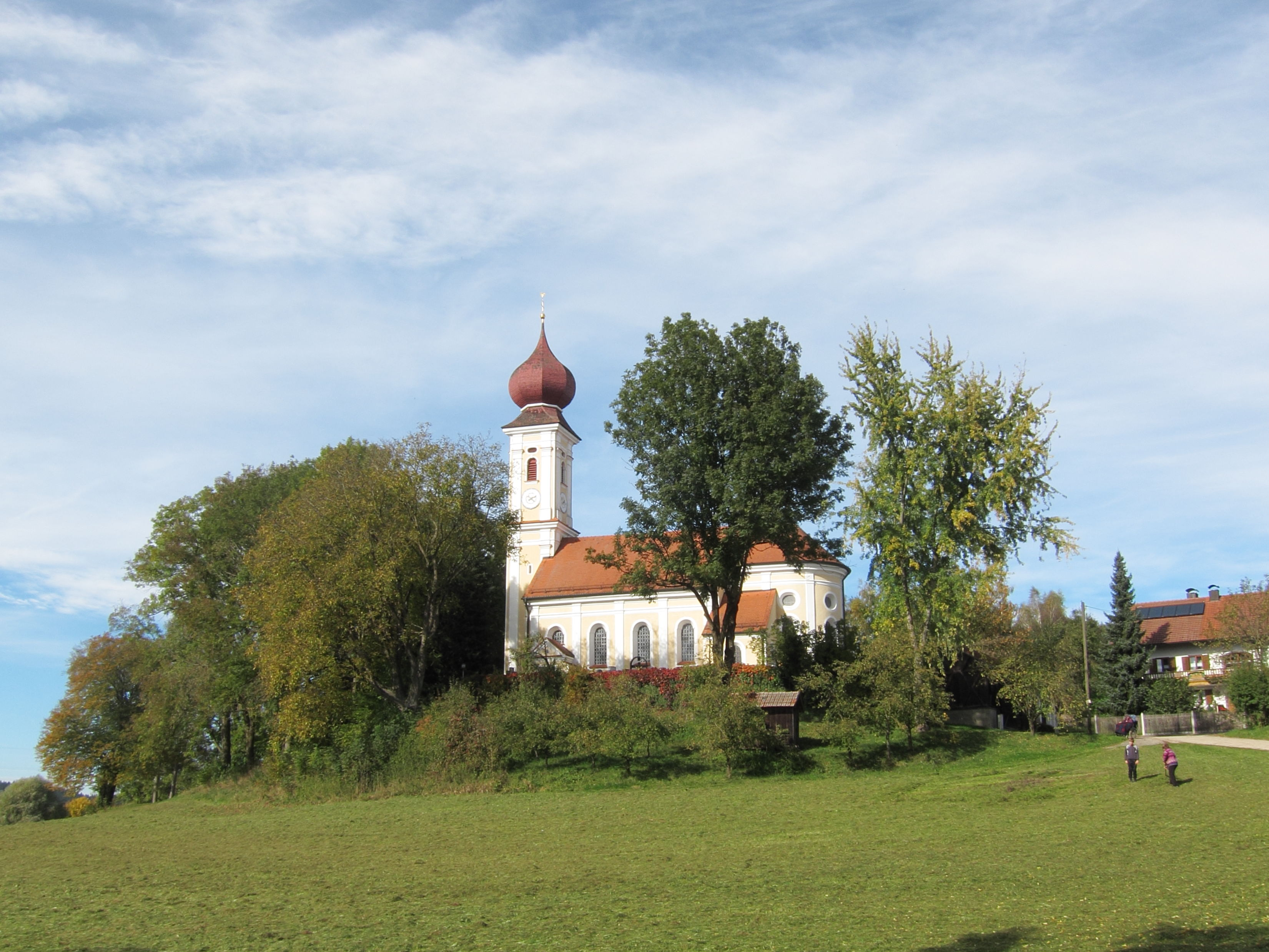
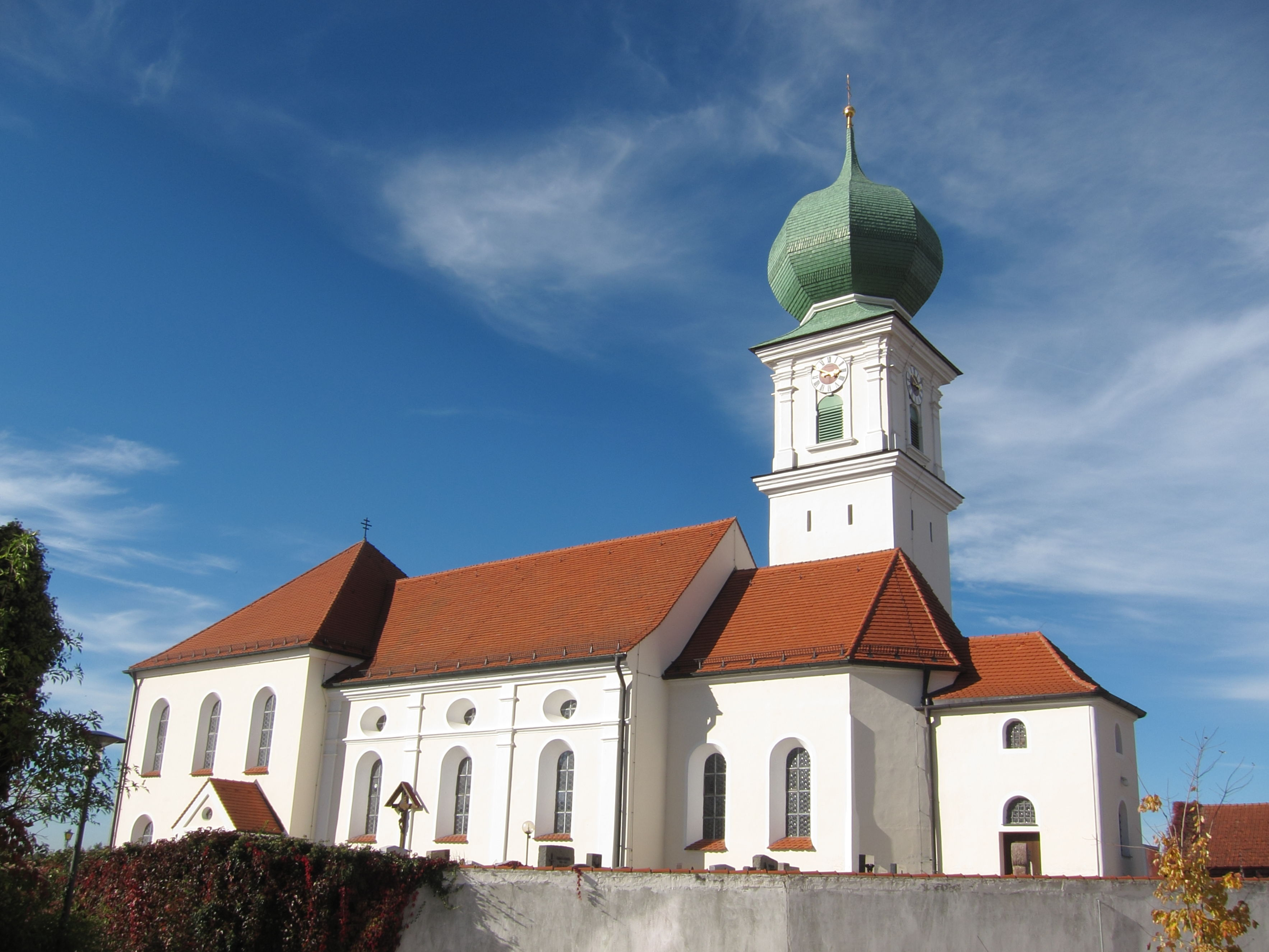
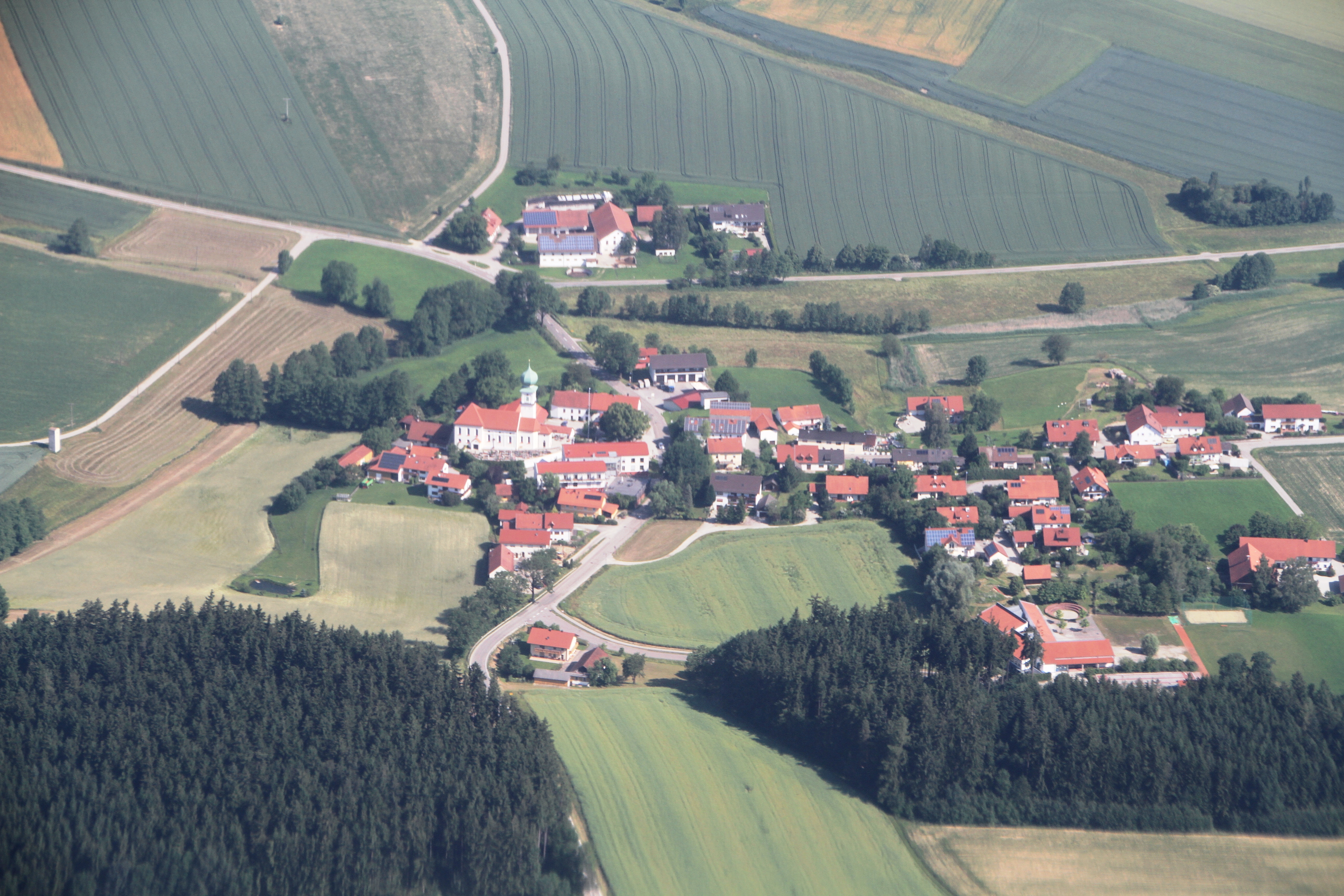